# Campo de' Fiori
Campo de' Fiori (Trg cvijeća) je pravokutni rimski trg u blizini trga Piazza Navona, na granici rimskih regija Parione i Regola. Poznat je po tome što je na njemu 17. veljače 1600. živ spaljen filozof Giordano Bruno, a danas se na trgu nalazi spomenik ovom znanstveniku.
Trg je dobio ime još u srednjem vijeku, dok je još bio tek livada.
U antičkom Rimu, ovo je područje bilo neiskorišten prostor između Pompejevog kazališta i Tibera koji je često plavio. Iako se obitelj Orsini naselila na južnoj strani budućeg trga još u 13. stoljeću, trg se nije razvijao do 15. stoljeća. Prva crkva izrađena u blizini bila je Santa Brigida a Campo dei Fiori, izrađena tijekom pontifikata Bonifacija IX (1389. – 1404.). Godine 1456., pod papom Kalistom III, područje je popločano, kao dio većeg projekta sređivanja rione Parionea. Paralelno s razvojem trga, u okolini se podiže i nekoliko važnih zgrada, od kojih je najvažnija Palača Orsini, te renesansna Palazzo della Cancelleria (vidljiva na Vasijevom bakropisu).